# Planina (Postumia)
Planina (anche Planina di Carso, Planina di Postumia) è un centro abitato della Slovenia, frazione del comune di Postumia.

## Geografia fisica
Planina è situata nella valle carsica del fiume Unec a circa 9 km da Postumia. Al centro del paese vi è l'incrocio fra tre strade che portano rispettivamente a Kalce di Longatico, Postumia e Circonio.

## Storia
Appartenuto per secoli all'Austria asburgica, nel 1920 il Trattato di Rapallo assegnava il borgo al Regno dei Serbi, Croati e Sloveni nonostante la richiesta di annessione da parte del Regno d'Italia. La linea di confine passò per la periferia del paese, annettendo all'Italia le case di Caccia,  i ruderi del castello di Haasberg appartenuto ai Windisch Graetz, la torre del castello dei Kleinhausel e la Valle del Rio dei Gamberi. All'interno del paese vi era la dogana jugoslava.
Nel 1941 fu annessa all'Italia in virtù dell'aggressione alla Jugoslavia con il nome bilingue di Planina alla Grotta/Planina, facente parte della provincia di Lubiana. Nel 1945 fu liberata dai partigiani di Tito. Perse la sua caratteristica di paese di confine essendo esso arretrato verso il mare. Nel 1991 entrò a far parte della Slovenia.

## Monumenti e luoghi d'interesse
Sull'altura di Unška koliševka, posta al di sopra di Planina nei pressi del confine con il comune di Circonio, è presente la fortificazione “Raggi – Brunner” del Vallo Alpino orientale.

## Galleria d'immagini

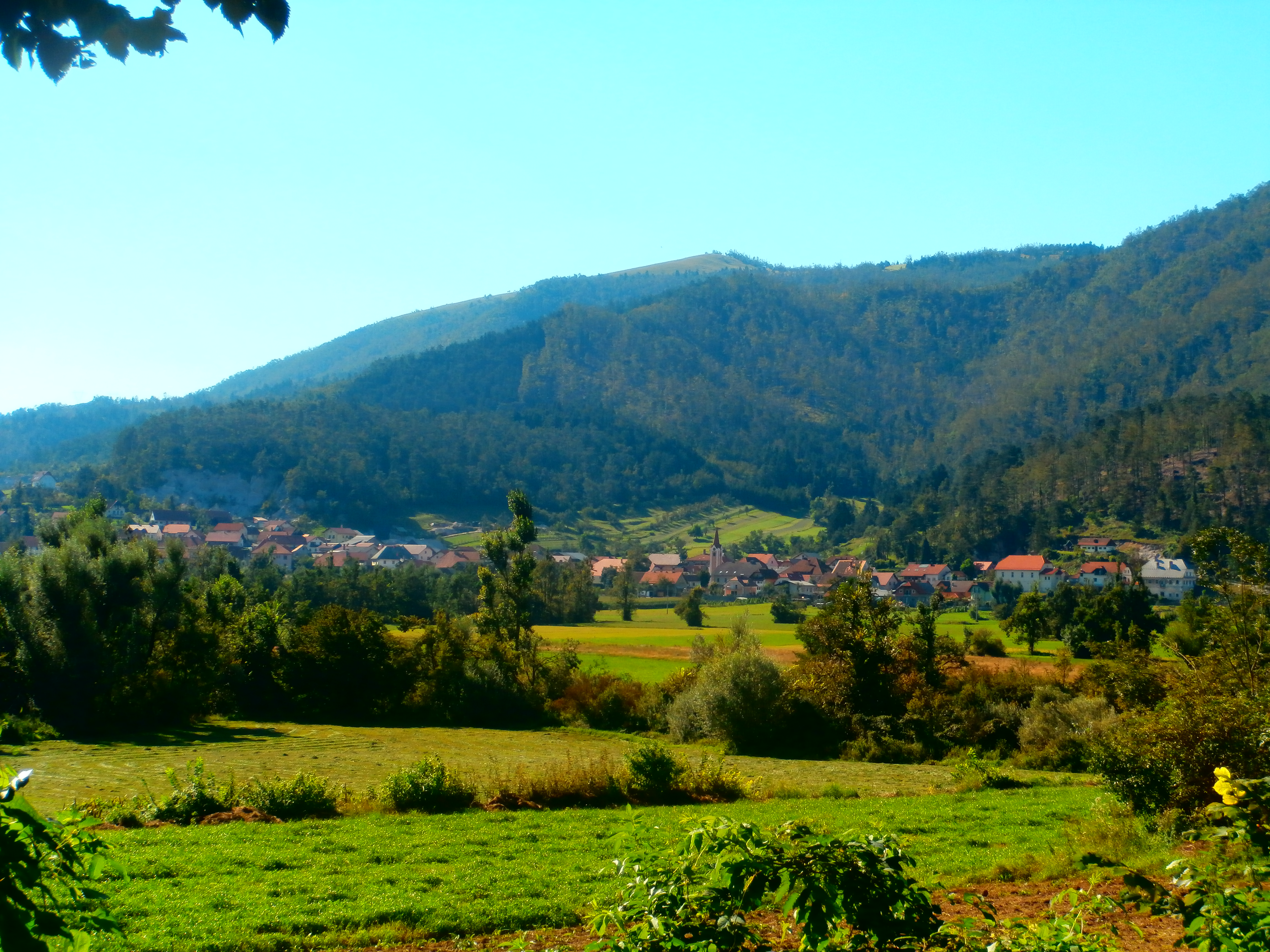
Panorama di Planina dal fiume Unza/Unec
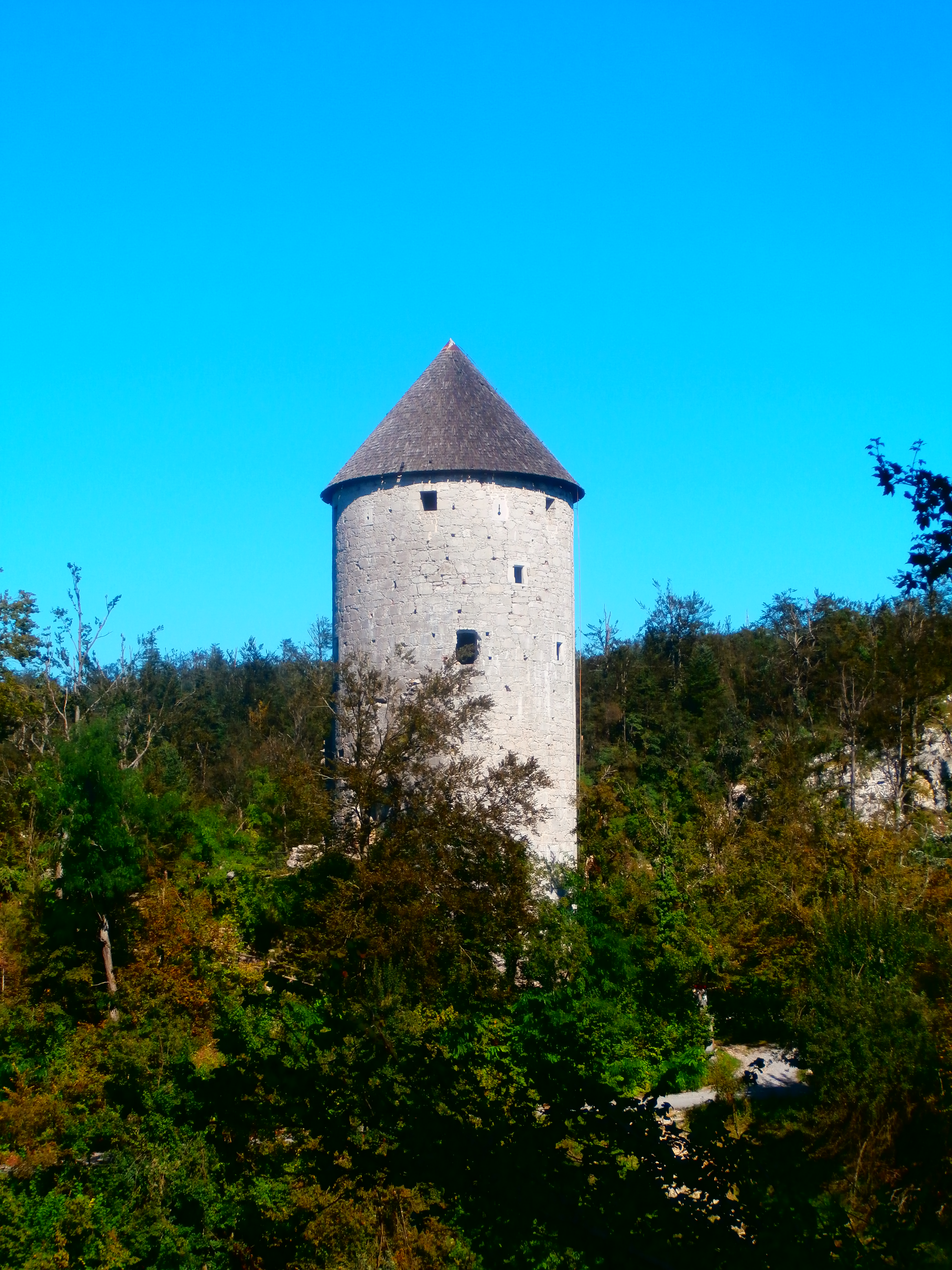
La torre del castello dei Kleinhausel, nella zona di Caccia/Kačja vas
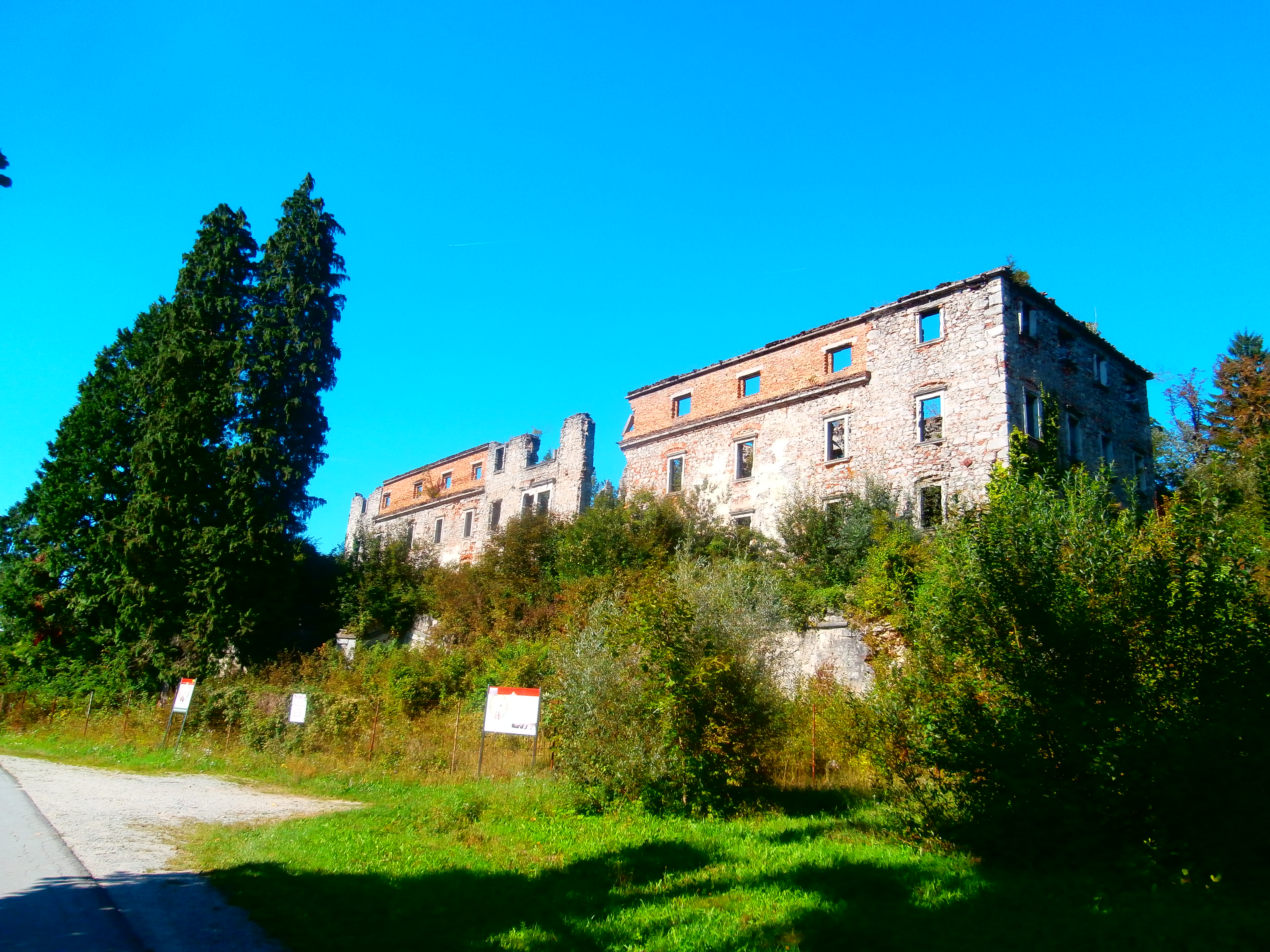
I ruderi del palazzo di Hošperk / Haasberg